# Леліса Десіса
Леліса Десіса Бенті (англ. Lelisa Desisa Benti, нар. 14 січня 1990) — ефіопський легкоатлет, який спеціалузіється в марафонському бігу, чемпіон та призер світових першостей.
Після срібної медалі на чемпіонаті світу-2013 здобув «золото» світової першості-2019 у Досі в марафонському бігу.